# Rupert de Salzbourg
Pour les articles homonymes, voir Rupert de Deutz.
Saint Rupert de Salzbourg, ou Ruprecht, Hrodperht, Hrodpreht, Roudbertus, Rudbertus, Robert, né probablement à Worms dans le royaume des Francs d'Austrasie vers l'an 650, et mort à Worms le 27 mars 718 est un saint de l'Église catholique et de l'Église orthodoxe, qui fut le premier évêque de Salzbourg. Il est fêté le 27 mars dans les deux Églises. Rupert est le patron du land de Salzbourg en Autriche.

## Famille
Issu de la haute noblesse, il se rattacherait à la famille des premiers Robertiens. Il descendrait peut-être de Robert († vers 678), chancelier du roi Clotaire III ou de Hervé, comte de Hesbaye.
Par ailleurs, selon une source antérieure à l'avènement du roi Pépin, il est mentionné comme d'ascendance royale, ce qui, compte tenu du contexte, renvoie à une ascendance mérovingienne ; cet apparentement aux Mérovingiens passe probablement par sa mère, son oncle saint Lambert de Maastricht ne se voyant pas attribué d'ascendance royale.
Rupert est l'oncle (ou le frère) de sainte Érentrude de Salzbourg (650-718), la première abbesse de Nonnberg.

## Biographie
Selon des sources contemporaines, comme le Conversio Bagoariorum et Carantanorum, il était évêque de Worms (évêques du lieu) vers 697 quand il partit évangéliser le duché de Bavière. Rupert y baptisa le duc Théodon II († vers 717), de la dynastie des Agilolfing, à Ratisbonne, ce qui lui permit de continuer à prêcher et à convertir les populations dans une grande zone en aval du Danube jusqu'à l'ancienne cité de Lauriacum (Lorch) et les confins du territoire des Avars à l'Est.

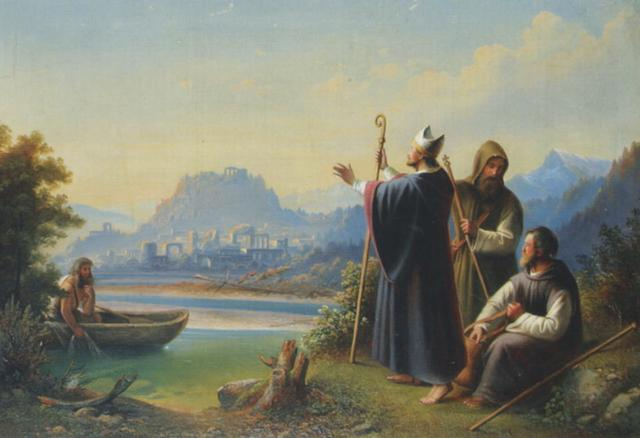
L'arrivée du saint Rupert (1885).

Rupert reçut en 696 en cadeau de la part du duc de Bavière les restes ruinés de la cité de Juvavum, la future ville de Salzbourg, au pied des Alpes. Il se mit donc en route en suivant l'ancienne voie romaine via Seekirchen où il fonda la première église paroissiale. 
Une fois arrivé à Juvavum, il y a rencontré une population résiduelle des Romanes et probablement aussi une communauté monastique qui date de l'Antiquité tardive. Rupert fait construire une grande église à la place de laquelle la cathédrale de Salzbourg fut édifiée plus tard, et la consacra à saint Pierre. Le monastère Saint-Pierre, abbaye bénédictine, a été fondé par l'évêque pour christianiser la région des Alpes orientales ; à partir de la première cellule de Bischofshofen (Cella Maximiliana). Au-dessous de la forteresse de Hohensalzburg, il fonda le couvent de Nonnberg sous l'égide de l'abbesse Érentrude vers l'an 712.
Par le duc Théodon II et son successeur Thibert, Rupert a obtenu des possessions supplémentaires entourant la cité. Il promut les mines de sel (Salz en allemand) qui donnèrent à la ville son nouveau nom.
Rupert mourut probablement à Worms le 27 mars 718. Le 24 septembre 774, à l'initiative de l'évêque saint Virgile, ses ossements ont été transférés à Salzbourg. Flobrigis lui succède comme évêque de Salzbourg.

## Postérité

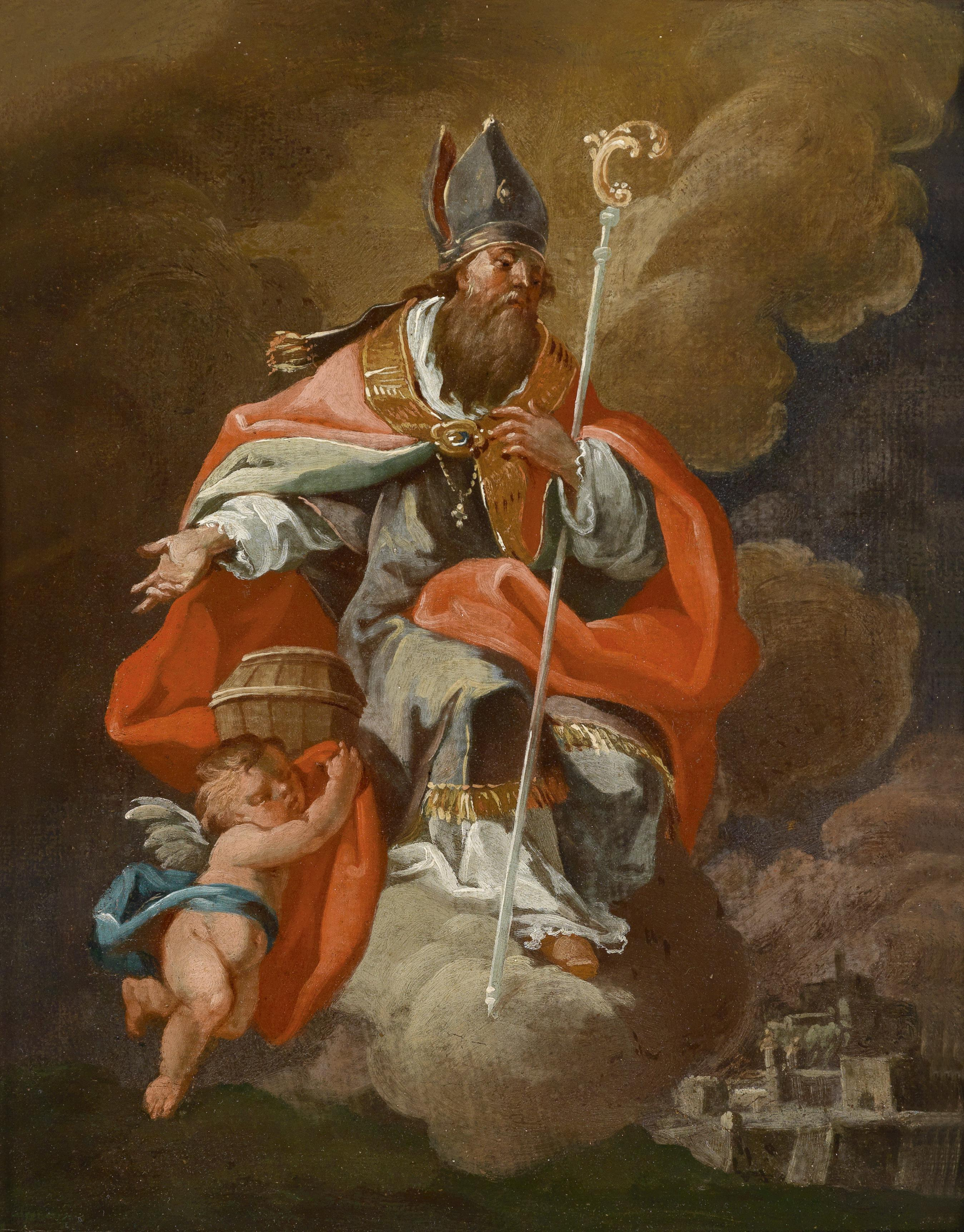
Saint Rupert et un ange au ciel de la ville de Salzbourg, une peinture de l'école de Paul Troger (XVIIIe siècle).

Rupert est considéré comme l'apôtre de la Bavière, de la Carinthie et de l'Autriche. Il est le patron du land de Salzbourg, de l'archidiocèse de Salzbourg, et de nombreuses villes telles que Sankt Ruprecht an der Raab, Sankt Ruprecht ob Murau ou Šentrupert en Slovénie. La cathédrale de Salzbourg lui est consacrée, ainsi que de nombreuses églises en Autriche et en Bavière.
Il est fêté le 27 mars selon le Martyrologe romain ; dans le pays de Salzbourg, le 24 septembre, la date de la translation des reliques, est un jour férié légal.
Dans les représentations artistiques, on voit saint Rupert généralement avec l'attribut d'un saloir.

## Botanique
- Geranium robertianum, plante dédiée à saint Robert[5].